# Nas Daily
Nuseir Yassin (arabul: نصير ياسين, héber: נוסייר יאסין; született 1992. február 9.) egy izraeli-palesztin videoblogger, aki anno 1000 napon keresztül napi 1 perces videókat készített a Facebookon, a Nas Daily c. oldalán. Jelenleg Nas Daily Corporation vállalatát igazgatja, amely videó-szerkesztéssel (és készítéssel) foglalkozik.

## Életrajza

### Fiatalkora és karrierje
Yassin Izrael Arraba városában született palesztin származású muszlim-arab családban. Ahogy magát szereti emlegetni: palesztin-izraeli származású. Négy testvére van, ő a második; édesanyja tanár, apja pszichológus. Anyanyelve arab; viszont angolul és héberül is beszél.
Yassin 19 éves korában jelentkezett a Harvard Egyetemre, ösztöndíjat kapott, és megszerezte a repülőmérnöki diplomát. 2014-ben közgazdász diplomát szerzett, és számítástechnikát tanult. 2014 szeptemberében szoftverfejlesztőként kezdett dolgozni a PayPal tulajdonában lévő Venmo (mobil fizetési szolgáltatás) számára.

### Nas Daily
Yassin 2016-ban felmondott Venmónál, és úgy döntött, hogy felfedezi a világot, azzal a szándékkal, hogy rövid videókkal dokumentálja az utazásait. Így létrehozott egy Nas Daily nevű Facebook oldalt (a „Nas” arabul „embereket” jelent), ahova 1000 napon keresztül minden nap videókat töltött fel. A Facebook alapítójával, Mark Zuckerberggel 2018-ban találkozva, a Nas Daily-t (mint Facebook oldalt) „show” státuszra állították át. 
2018 szeptemberéig több mint 8 millióan követték Nas munkásságát. Ugyanezen év novemberére ez a szám több mint 10 millióra nőtt.
Az összes videó egy perc hosszú. Yassin 2017-ben kijelentette, hogy nem teszi közzé a videóit a YouTube-ra. 2019-ben ennek ellenére mégis elkezdte a régi videóit feltölteni a YouTube-csatornájára, a Nas Daily Official-ra.
A videókat mikrofonnal ellátott tükörreflexes fényképezőgéppel készíti, majd a következő napon történő feltöltés előtt szerkeszti. Átlagosan minden videónál a felvétel kb. 6 órát vesz igénybe és további három órát a szerkesztése. A videók témája a Facebook követői által nyújtott javaslatokon alapul. Minden videó ezzel a mondattal ért (ér) véget: „Ez egy perc volt, holnap találkozunk” 
A Yassin munkatársai között szerepel az ismert amerikai-izraeli influencer Alyne Tamir, akivel 2016 és 2023 között egy párt alkottak, valamint Agon Hare, lengyel származású video blogger és zenész.

### Nas Daily után
Yassin 2019. január 5-én tette közzé 1000. napi videóját, melyet következő szavakkal fejezett be: „Ez egy perc, találkozunk hamarosan”. 
2019. február 1. óta hetente egy videót tesz közé, 2021 elejéig (100 hét). Yassin jelenleg Szingapúrban él, és videókészítő céggel rendelkezik.